# Dulce (cantora)
Bertha Elisa Noeggerath Cárdenas (Matamoros, 29 de julho de 1955 – Cidade do México, 25 de dezembro de 2024) foi uma cantora, compositora, atriz e psicóloga mexicana. Ela começou sua carreira musical no início dos anos 1970 com a banda Toby e seus amigos.
Em sua carreira como atriz, Dulce participou de oito telenovelas, diversas séries, além da gravação de três trilhas sonoras de telenovelas e participado em realities de música como jurada.

## Biografia
Emigrou em sua juventude à cidade de Monterrey, no estado mexicano de Nuevo León, para estudar psicologia e foi aí onde iniciou sua carreira musical com a banda Toby e seus amigos em 15 de setembro de 1974. Mais tarde, com o apoio do cantor José José, inicia su trajeto como solista na Cidade do México. Em 1978, viajou para a Espanha para competir no Festival de Mallorca com a canção «Señor amor» de Armando Manzanero, com a qual conseguiu os premios de Melhor canção, intérprete e cantora mais fotogênica do festival. Com a qual também obtém o prêmio de Melho Intérprete no Festival de la Canción Yamaha em Tokio. No ano de 1981 participou no Festival de la Canción de Bulgaria com o tema "La cantante".
Entre seus êxitos como cantora se encontram "Tu muñeca", "Amor en silencio", "Lobo", "Déjame volver contigo", "Heridas", "Aún lo amo", "Hielo", "Fui demasiado fácil", "Soy una dama", "Cara cara", "Pájaro herido", "Échame la culpa a mi" e "Cuál de los dos".
No mês de agosto de 2009 participou do único concerto de Armando Manzanero e suas mulheres no Auditorio Nacional da Cidade do México.
Como atriz tem participado em várias produções de telenovelas da Televisa em papéis coadjuvantes.
Fez parte da turnê GranDiosas desde a sua primeira edição em 2011 até à data ao lado de diversas cantoras, como Maria Conchita Alonso, Karina, Manoella Torres, Rocío Banquells, Edith Márquez, Ednita Nazario, entre outras.
Em 2015 participou do GranDiosas en Vivo, um álbum ao vivo gravado com Rocío Banquells, María Conchita Alonso e Karina.
Em 2017 se integra paralelamente à edição GranDiosas Internacional com Marta Sanchez, Monica Naranjo e Karina e à edição GranDiosas Clássico com Rocío Banquells, Maria Conchita Alonso, Manoella Torres e Valeria Lynch.
Em 2018 participou do GranDiosas en Vivo Vol. 2, disco ao vivo gravado com Rocío Banquells e Manoella Torres.
Também participou do grande concerto sinfônico com Manoella Torres, Monica Naranjo, Marta Sanchez e Ângela Carrasco.

## Vida Pessoal
Ela teve dois irmãos e uma filha chamada Romina Mírcoli, que trabalha como modelo. Dulce mantém sua privacidade cuidadosamente da mídia, não sabendo o nome de seu marido ou seu trabalho, por isso é compreensível que muitas pessoas duvidem que haja um marido em tudo.
Não há informações sobre seus pais, nem os jornais nem os repórteres revelaram a identidade de seus pais.
Em seu vídeo de 2006, intitulado "Jamás", ele cantou pelos direitos dos homossexuais e das pessoas desfavorecidas e, mais tarde, em seu discurso político. Ele também apóia o casamento gay, mas isso provavelmente nunca será votado por políticos mexicanos muito religiosos. Ele é um anti-racista e luta pelos direitos LGBT.

## Morte
Dulce morreu no dia de 25 de dezembro de 2024, aos 69 anos, por complicações após a retirada de seu rim.

## Discografia
Ao longo de sua carreira, Dulce já gravou 18 álbuns. O mais famoso deles é o Heridas, lançado em 1982 pela Melody. Este álbum acabou por consolidar o sucesso de Dulce, conseguiu vender valores elevados, graças aos singles Heridas, que está classificado em 35° no  "100 grandes canções dos anos 80 em espanhol" e o tema Dejame volver, que conseguiu tornar-se um clássico do México, que até hoje está incluído em cada repertório do cantor.
Outro disco que se destaca em sua carreira, é o exitoso  Salvaje, seu nono álbum de estúdio. O estilo das músicas muda para sons rítmicos, sem deixar para trás a balada, o simples "amor caliente" consegue uma boa aceitação do público e é colocado no top 100 da Billboard.

### Álbuns
| Ano  | Álbum                                                                                |
| ---- | ------------------------------------------------------------------------------------ |
| 1976 | La voz con alma                                                                      |
| 1977 | Aquella edad                                                                         |
| 1978 | Triunfadora de Mallorca                                                              |
| 1979 | Dulce                                                                                |
| 1982 | Heridas                                                                              |
| 1984 | Tu muñeca                                                                            |
| 1985 | Lobo                                                                                 |
| 1987 | Salvaje                                                                              |
| 1988 | Invitación al amor (1988)                                                            |
| 1989 | Castillos de cristal                                                                 |
| 1990 | Ay, amor…                                                                            |
| 1991 | Cosas prohibidas                                                                     |
| 1993 | Testigo de una noche                                                                 |
| 1997 | Dulce con Chamín Correa                                                              |
| 2006 | Homenaje a Camilo Sesto                                                              |
| 2008 | Las mujeres de Manzanero (Disco especial junto a otras artistas y Armando Manzanero) |
| 2015 | GranDiosas en Vivo (Junto a Rocío Banquells, Karina y María Conchita Alonso)         |
| 2018 | GranDiosas en Vivo Vol. 2 (Junto a Rocío Banquells y Manoella Torres)                |

### Temas de Telenovela
| Ano  | Telenovela        | Tema               |
| ---- | ----------------- | ------------------ |
| 1988 | Amor en silencio  | "Amor en Silencio" |
| 1995 | Caminos cruzados  | "Te Amo"           |
| 2012 | La mujer de Judas | "Amor de Leyenda"  |

## Filmografia

### Telenovelas e Séries
| Ano      | Título                   | Personagem                      | Emissora  |
| -------- | ------------------------ | ------------------------------- | --------- |
| 1978     | Muñeca rota              | Norma                           | Televisa  |
| 1993     | Más allá del puente      | Dulce                           | Televisa  |
| 1998- 99 | Soñadoras                | Antonia de De La Macorra        | Televisa  |
| 1999- 00 | Mujeres engañadas        | Monserrat Vda. de Arteaga       | Televisa  |
| 2001     | Diseñador de ambos sexos | Casandra (Capítulo 33: Adivina) | Televisa  |
| 2002- 03 | Las vías del amor        | Patricia Martínez de Betanzos   | Televisa  |
| 2006- 07 | Mundo de fieras          | Aurora Cruz                     | Televisa  |
| 2007     | Muchachitas como tú      | Esther Olivares                 | Televisa  |
| 2010     | Quiéreme                 | Ximena Dorelli                  | TV Azteca |

### Realities
- Va por ti (2016) - Jurada Convidada
- La Academia: bicentenario (2010) - Jurado Invitado
- Segunda oportunidad (2010) - Jurada
- Los reyes de la canción (2006) - Professora de Canto
- Cantando por un sueño (2006) - Professora de Canto

## Prêmios e Indicações
| Ano  | Festival                      | Categoria                           | Trabalho   | Resultado |
| ---- | ----------------------------- | ----------------------------------- | ---------- | --------- |
| 1978 | Festival de Mallorca          | Melhor intérprete                   | Señor amor | Venceu    |
| 1978 | Festival de Mallorca          | Melhor canção                       | Señor amor | Venceu    |
| 1978 | Festival de Mallorca          | Cantora mais fotogênica do festival | Señor amor | Venceu    |
| 1978 | Festival de la Canción Yamaha | Melhor intérprete                   | Señor amor | Venceu    |